# Lítov
Lítov (německy Littengrün) je malá vesnice, část města Habartov v okrese Sokolov v Karlovarském kraji. Nachází se asi tři kilometry jihozápadně od Habartova. Je zde evidováno 43 adres. V roce 2011 zde trvale žilo 99 obyvatel.
Lítov je také název katastrálního území o rozloze 5,03 km².

## Historie
První písemná zmínka o vesnici pochází z roku 1378.

## Obyvatelstvo
Při sčítání lidu v roce 1921 zde žilo 444 obyvatel, z toho 11 Čechoslováků, 421 Němců a 12 cizinců. K římskokatolické církvi se hlásilo 440 obyvatel a čtyři k evangelické.
| Rok                                                           | 1869 | 1880 | 1890 | 1900 | 1910 | 1921 | 1930 | 1950 | 1961 | 1970 | 1980 | 1991 | 2001 | 2011 | 2021 |
| ------------------------------------------------------------- | ---- | ---- | ---- | ---- | ---- | ---- | ---- | ---- | ---- | ---- | ---- | ---- | ---- | ---- | ---- |
| Počet obyvatel                                                | 309  | 302  | 297  | 476  | 479  | 444  | 607  | 374  | 186  | 216  | 155  | 87   | 102  | 99   | 87   |
| Počet domů                                                    | 44   | 50   | 51   | 55   | 53   | 54   | 72   | 70   | 113  | 43   | 33   | 27   | 32   | 39   | 40   |
| V počtu domů z roku 1961 jsou zahrnuty domy v Horním Částkově |      |      |      |      |      |      |      |      |      |      |      |      |      |      |      |

## Obecní správa
Při sčítání lidu v letech 1850–1879 Lítov byl osadou obce Chlum Svaté Maří v okrese Falknov. V letech 1880–1929 byl osadou obce Kaceřov v okrese Falknov nad Ohří (v letech 1880–1910 Falknov). V letech 1930–1976 byl samostatnou obcí v okrese Sokolov (v roce 1930 Falknov nad Ohří). Od 1. dubna 1976 je částí města Habartov v okrese Sokolov. V letech 1950–1976 k obci patřil Horní Částkov.